# Arnoldo Mondadori
Arnoldo Mondadori (Poggio Rusco, 2 novembre 1889 – Milano, 8 giugno 1971) è stato un editore italiano fondatore della omonima casa editrice. Fratello di Bruno, nonché padre di Alberto e Giorgio, di umili origini, riuscì a imporsi come uno dei principali editori italiani del XX secolo. Per la sua abile eloquenza venne soprannominato Incantabiss, cioè, in dialetto mantovano, "incantatore di serpenti".

## Biografia

### Primi anni
Figlio di un calzolaio ambulante e analfabeta, Arnoldo Mondadori nacque a Poggio Rusco nel 1889, terzogenito (dopo Ermete e Thea) di Domenico Secondo e di Ermenegilda Cugola. Dopo di lui nacquero i fratelli Remo, Dina e Bruno. In cerca di lavoro, la famiglia si trasferì prima a Gazzo Veronese, poi definitivamente a Ostiglia, dove il padre aprì un'osteria.
Le gravi ristrettezze familiari costrinsero Mondadori e i suoi fratelli ad abbandonare gli studi in tenera età. Arnoldo riuscì a terminare la quinta elementare, e iniziò a lavorare presso una drogheria del paese; per un periodo fece anche il venditore ambulante con carretto e asino.

Per curare la pubblicazione del giornaletto popolare Luce, nel 1907 iniziò a lavorare da garzone presso una piccola azienda tipografica di Ostiglia. Quest'ultimo ambiente gli piacque particolarmente, tanto che Arnoldo decise di rimanere nel settore e di realizzare nell'editoria le sue ambizioni di emancipazione.
Con l'aiuto di un anonimo benefattore, l'anno successivo rilevò l'azienda ribattezzandola «La Sociale». Mondadori ne fece sin dall'inizio un'impresa familiare, dando fiducia ai suoi fratelli: affidò alla sorella Dina le vendite nella cartolibreria ed al fratello Remo l'officina.
Grazie alla maggiore disponibilità finanziaria, Mondadori cominciò a dedicarsi all'attività editoriale vera e propria con la fondazione nel 1912 del marchio «La Scolastica» (motto: Semper et ulterius progredi) con cui realizzò per le scuole sussidiari, grammatiche e libri di lettura. Il primo volume pubblicato da Mondadori è considerato Aia Madama, un libretto di racconti e usanze popolari raccolte dal letterato ostigliese Tomaso Monicelli, grande amico e collaboratore prezioso di Mondadori, nonché padre di Mario Monicelli. A questa prima opera, Mondadori accostò nello stesso anno una collana di letture per l'infanzia (La Lampada), cui collaborarono presto autori di notevole prestigio, come Antonio Beltramelli, e Guido Gozzano. Nel 1913 Arnoldo sposò una delle sorelle di Monicelli, Andreina (1892-1981).

### Dalla prima guerra mondiale agli anni trenta
Mondadori mostrava chiaramente di volersi inserire sin dagli esordi nel più ampio e redditizio mercato di libri per la scuola, entrando in competizione aperta con gli editori che ne detenevano le quote più consistenti, come Paravia di Torino, R. Bemporad & figlio di Firenze e Sandron di Palermo.
Lo scoppio della guerra rallentò l'attività editoriale anche a causa degli alti costi di produzione, ma non impedì la continuazione di lavori su committenza.
I primi anni di attività di Mondadori furono caratterizzati da un frenetico attivismo nella creazione di sempre nuovi assetti societari che consentissero, con l'ingresso di altri soci, l'acquisizione di più consistenti disponibilità finanziarie e quindi la realizzazione di nuovi stabilimenti industriali, efficienti e moderni, in grado di rivaleggiare con le più avanzate imprese del settore. In questa direzione si collocò nel 1917 la fusione con la Tipografia di Verona Gaetano Franchini, che comportò l'ingresso dei fratelli Franchini nella società. Successivamente nacque nel 1919 la Casa editrice A. Mondadori con sede a Ostiglia, stabilimenti a Verona e amministrazione a Roma.

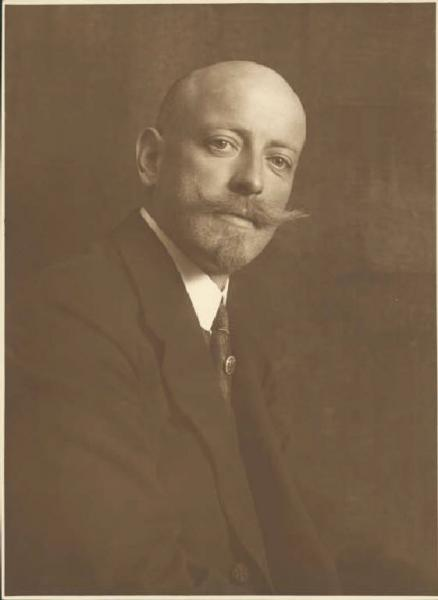
Grazie all'alleanza con l'industriale Senatore Borletti, ben introdotto negli ambienti politici ed economici dell'Italia fascista, Mondadori riesce ad affermarsi sulle case editrici concorrenti

Contro l'ipotesi dei soci fratelli Franchini che proponevano un'intesa con il concorrente e rivale fiorentino Bemporad, Mondadori riuscì a realizzare nel 1921 un accordo con l'industriale tessile Senatore Borletti che rappresentò quel definitivo salto di qualità per l'azienda, tale da garantire sia un più stabile accesso al credito sia, soprattutto, un rapporto organico con le nuove classi politiche del nascente potere fascista. Di qui la scelta, attuata attraverso alcuni passaggi progressivi il 31 maggio 1921, di nominarlo presidente della nuova Arnoldo Mondadori Editore con sede a Milano, di cui lo stesso Mondadori diveniva consigliere delegato.
Raggiunto tale obiettivo, che garantiva almeno per qualche tempo stabilità finanziaria e solide relazioni politiche, Mondadori poté dedicarsi liberamente ai progetti che più lo interessavano, definendo in modo più articolato il programma editoriale.
Convinto della necessità di garantirsi un mercato sicuro anche nei momenti di crisi, Mondadori in primo luogo confermò quella vocazione allo scolastico che costituì nel tempo l'asse portante della casa editrice, tanto da arrivare a rappresentare circa un terzo dell'intera produzione. Alla produzione per la scuola, il Mondadori affiancò poi una ricca offerta di libri e periodici per l'infanzia; la rivista di maggior successo fu  “Giro Giro Tondo”, che nacque nel maggio del 1921, che confluì poi ne Il giornalino della Domenica, storica testata per bambini diretta da Vamba dalle straordinarie copertine, illustrate dai migliori disegnatori dell'epoca, acquistata da Mondadori nel 1923.
Ma il vero successo di vendite venne dall'acquisizione sempre nel 1921 dei diritti dell'Enciclopedia dei ragazzi dalla Casa Editrice Cogliati di Milano. L'opera era presentata nella vasta campagna pubblicitaria come il corredo indispensabile per ogni scolaro. Non contento di pubblicare quella che di fatto era una ristampa Mondadori decise l'edizione di una traduzione interamente rinnovata nella veste tipografica e nei contenuti; la nuova opera, edita nel 1935, ebbe circa 40 tra edizioni e ristampe sino all'ultima edizione del 1979.
Contrario a confinarsi in un ambito specialistico, pur se in grande espansione come lo scolastico, Mondadori aspirava a divenire l'editore per tutti, coprendo, e in molti casi orientando, le esigenze di informazione e di «diletto» di tutte le fasce di lettrici e lettori, sottraendo quindi settori di mercato a concorrenti già affermati.

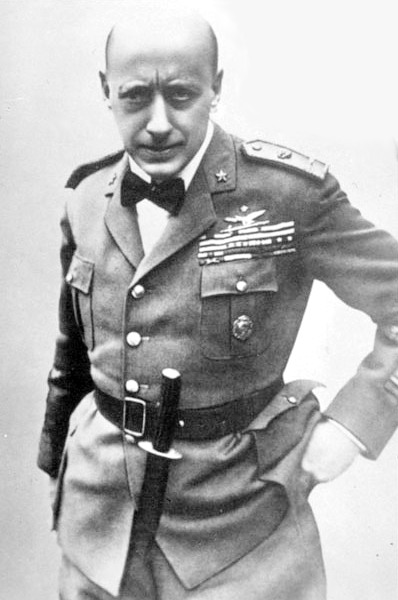
Dopo una lunga e difficile trattativa Gabriele D'Annunzio lascia la casa editrice Fratelli Treves per la Mondadori

Fin dai primi anni infatti Mondadori lavorò per accaparrarsi autori già affermati in grado di assicurare sin dalle prime edizioni stabili successi di vendita; a Virgilio Brocchi, celebrato romanziere per tutti, si aggiunsero presto altri nomi prestigiosi come Marino Moretti, Alfredo Panzini, Giuseppe Antonio Borgese e Ada Negri. Più complessa e travagliata fu, invece, la trattativa con Gabriele D'Annunzio per la pubblicazione dell'Opera Omnia.
Per Mondadori si trattava di un obiettivo ambizioso per onere finanziario e vastità di impegno che, dato il grande prestigio di cui godeva «il vate d'Italia» e i suoi rapporti con le più alte cariche dello Stato, costituiva anche la definitiva consacrazione tra gli editori affermati e più vicini al regime. In quest'ultimo caso furono fondamentali le mediazioni di Monicelli e soprattutto di Borletti. L'accordo finale, arrivato nel giugno 1926 dopo cinque anni di trattative, comportò la costituzione dell'Istituto nazionale per l'edizione di tutte le opere di D'Annunzio, patrocinato da Vittorio Emanuele III, con presidente onorario Benito Mussolini e presidente di fatto il ministro della Pubblica Istruzione Pietro Fedele, Borletti vicepresidente e Mondadori amministratore delegato. I primi volumi furono particolarmente apprezzati da D'Annunzio e costituirono anche un ottimo affare commerciale, destinato a concludersi solo nel 1936 con l'uscita del volume degli Indici.

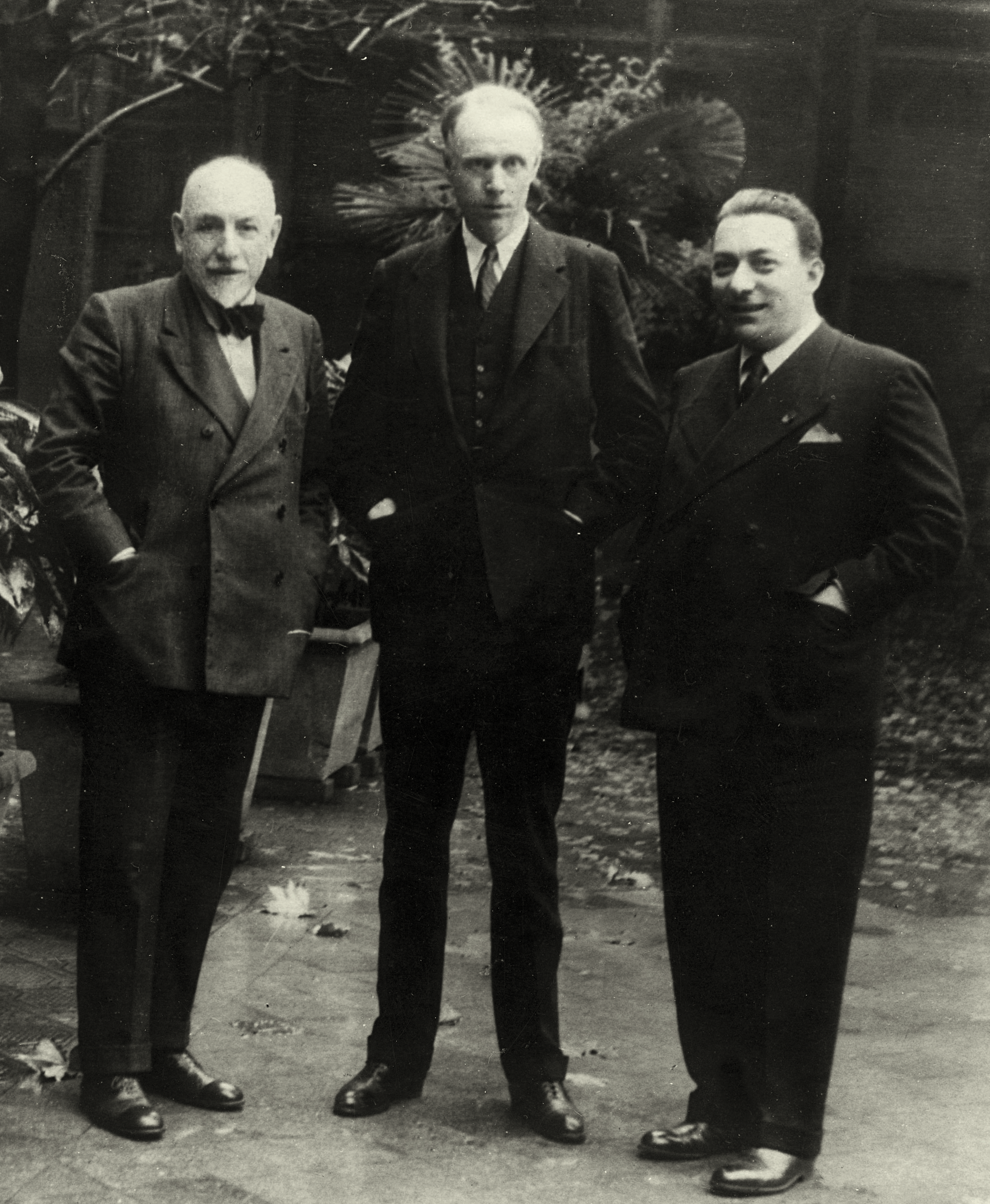
Da sinistra, Luigi Pirandello, Sinclair Lewis e Arnoldo Mondadori, 1932

Se appare priva di riscontri l'affermazione dello stesso Mondadori che negli anni trenta, per retrodatare la sua adesione al fascismo, dichiarava di aver stampato nella propria tipografia di Verona manifestini della marcia su Roma, è certa la data della iscrizione al Partito nazionale fascista, sezione di Verona, il 27 febbraio 1924.
In ogni caso, sin dai primi anni venti, Mondadori cercò di stringere rapporti più stretti con i capi del fascismo e lo stesso Mussolini. Una delle prime occasioni fu la pubblicazione della biografia del Duce, intitolata Dux, scritta da Margherita Sarfatti.
Già uscita nel Regno Unito con il titolo più neutro The life of Benito Mussolini, l'opera, essenzialmente apologetica, dopo un'accurata e non formale revisione del protagonista, uscì nel giugno 1926 con la prefazione dello stesso Mussolini, ed ebbe uno straordinario successo. In questo quadro si colloca una scelta editoriale a prima vista rischiosa: la decisione, nel 1932, di affidare la redazione di un'ampia biografia dello statista Mussolini allo scrittore ebreo tedesco Emil Ludwig.
L'opera, intitolata Colloqui con Mussolini (1933), sia perché fondata in gran parte sugli incontri dell'autore con il biografato, sia perché voleva dare un'immagine di assoluta veridicità, fu contestata duramente dai fascisti più intransigenti, malgrado la revisione fatta ancora una volta sulle bozze dallo stesso Mussolini che aveva provveduto a limarne i contenuti troppo scabrosi soprattutto in materia di rapporti con il Vaticano.
Dal 1923 al 1927 Mondadori fu socio dell'editrice del quotidiano milanese Il Secolo. Fu portato nella società per iniziativa di Borletti. L'investimento si rivelò poco remunerativo. Quando nel 1927 l'editrice fu rivenduta, il quotidiano fu assorbito da un altro giornale milanese, mentre Angelo Rizzoli rilevò la proprietà delle cinque riviste che affiancavano il quotidiano («Il Secolo Illustrato», «Il Secolo XX», «Novella», «La Donna» e «Comoedia»). Negli anni seguenti le riviste, specialmente «Novella» incontrarono un insperato successo di mercato. Da questo smacco nacque l'odio per il rivale, che Mondadori portò con sé per tutta la vita.
Le solide relazioni politiche avviate con il regime fascista consentirono a Mondadori di raggiungere una posizione di preminenza soprattutto nel settore scolastico. In verità, l'avvento nel 1928 del libro di Stato, cioè del libro di testo unico per le scuole elementari, sembrò danneggiare duramente in un primo tempo l'editore milanese, come del resto tutti gli imprenditori che si erano impegnati massicciamente nella produzione scolastica per la prima infanzia. Tuttavia, in breve tempo Mondadori riuscì a ottenere di stampare e commercializzare dapprima il 30% dei testi per le elementari, poi dal 1938 con l'eliminazione di fatto del concorrente Bemporad, la quasi totalità.

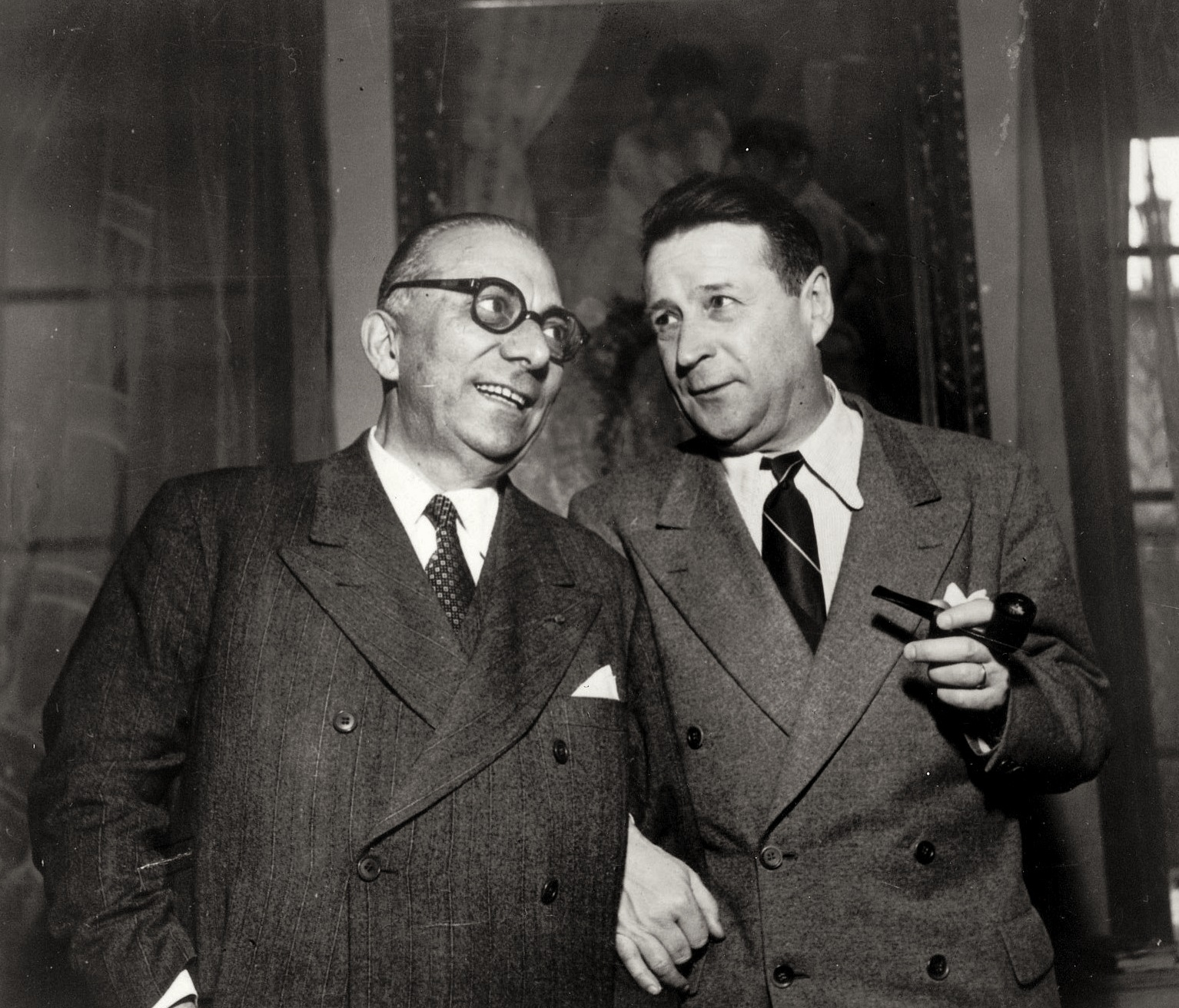
Mondadori con Georges Simenon: lo scrittore belga, noto al grande pubblico soprattutto per il personaggio del commissario Maigret, fu autore di numerosi romanzi tradotti per Mondadori.

Accanto alle opere dichiaratamente fasciste e ai libri scolastici, comparvero dagli anni trenta, anche per l'iniziativa e suggerimento del nuovo condirettore Rusca, numerose collane che mostrano un'autonomia non formale dalle direttive del regime, frutto della sperimentazione di nuovi generi editoriali di largo consumo, già affermatisi in particolare negli Stati Uniti d'America.
Si iniziò nel 1929 con la prima serie de I Libri Gialli, opere poliziesche in traduzione da scrittori stranieri che imposero sul mercato italiano un modello letterario del tutto innovativo, seguita dalla «Biblioteca romantica», sorta di contenitore per famiglie dei migliori romanzi ottocenteschi di ogni Paese, sino alla più sofisticata Medusa, che portava nelle case degli italiani la grande narrativa straniera contemporanea. Ma l'elenco potrebbe continuare, aggiungendo I libri Neri, i romanzi polizieschi di Georges Simenon, usciti tra il 1932 e il 1933, «I Romanzi della Palma» e, infine, nel 1935 l'accordo con la Walt Disney per la pubblicazione di Topolino. Nel 1938 fondò il settimanale Grazia per fare concorrenza a Novella. Lo stesso Mondadori suggerì il sottotitolo: “Un'amica al vostro fianco”.

### Dalla seconda guerra mondiale al dopoguerra
Gli anni della seconda guerra mondiale ebbero conseguenze drammatiche per la casa editrice. I primi bombardamenti alleati a Milano nel 1942 costrinsero Mondadori a trasferire la direzione amministrativa a Verona e quindi ad Arona. La divisione delle varie sedi rendeva più difficile il controllo da parte di Mondadori e la continuazione del lavoro editoriale. Successivamente gli stabilimenti di Verona vennero requisiti dal Comando tedesco che li utilizzò per la propaganda; Mondadori, che il 26 luglio 1943 all'indomani della caduta di Mussolini aveva scritto un telegramma a Pietro Badoglio per formulare gli auguri più fervidi e mettersi a disposizione dei nuovi governanti, preferì, al fine di evitare conflitti o compromessi con un regime ormai sconfitto, rifugiarsi in Svizzera l'11 novembre 1943, dove nel frattempo si erano già recati i due figli Alberto e Giorgio.
Fu proprio in Svizzera che si delineò quel contrasto col primogenito Alberto, già collaboratore della casa editrice e direttore della rivista Tempo, che avrebbe caratterizzato gli anni del dopoguerra e della ricostruzione.
Il rapporto col figlio Alberto rappresentò uno fra i nodi più problematici e dolorosi della vita del Mondadori. Il primo conflitto emerse già alla fine della guerra. In una lunga lettera al padre del 1945, Alberto, che aveva maturato una sincera scelta antifascista affermò la necessità di una svolta militante che ponesse apertamente la casa editrice nell'ambito politico progressista, dando spazio in particolare a pubblicazioni saggistiche di dibattito culturale e di impegno civile. L'immediata risposta di Mondadori anticipava e chiariva gli orientamenti degli anni della ricostruzione; mentre si dichiarava nettamente contrario ad «ingerirsi in cose politiche», riaffermava anche la vocazione essenzialmente commerciale dell'impresa senza rinchiudersi in troppo angusti specialismi ideologici o in steccati politici.
Di fatto Alberto e Giorgio Mondadori furono i primi a tornare a Milano nell'aprile del 1945, riprendendo faticosamente i rapporti con autori e maestranze. Dopo una complessa trattativa con il Comitato di Liberazione Nazionale aziendale e la nomina di un commissario nella persona del socialista Mondolfo, un'assemblea dell'ottobre 1945 ratificò il rapido ritorno alla presidenza dell'azienda di Mondadori.
In realtà le innovazioni non furono di poco conto per ciò che riguarda assetto aziendale e programmi editoriali. In primo luogo, con una scelta già maturata durante la permanenza in Svizzera, Mondadori decise di liberarsi dallo scolastico, creando una società a responsabilità limitata affidata al fratello Bruno, il quale comunque continuava a far parte del consiglio di amministrazione della casa madre. Nell'azienda, oltre ad Alberto acquistò intanto sempre più rilevanza la figura del figlio minore Giorgio. Mentre si cristallizzava fra i due fratelli un dualismo che successivamente sfociò in aperto conflitto, Giorgio venne inviato negli Stati Uniti d'America per studiare sia le innovazioni industriali sia quelle più propriamente commerciali. Schierarsi su posizioni filostatunitensi di Mondadori divenne una scelta strategica; di qui, dal 1949, i viaggi negli USA dello stesso Mondadori, gli accordi miranti al rinnovamento del catalogo con gli editori statunitensi – da Walt Disney a Henry Luce – proprietario di Life – ma soprattutto il progressivo ampliarsi dell'orizzonte produttivo che, oltre ai libri, si aprì anche ai periodici, da Bolero Film a Grazia, e ad altri prodotti dell'industria grafica. Con l’acquisto di nuovi macchinari importati dagli USA, fu possibile realizzare negli anni cinquanta tra l’altro l'elegante rotocalco Epoca.

### Anni cinquanta e sessanta

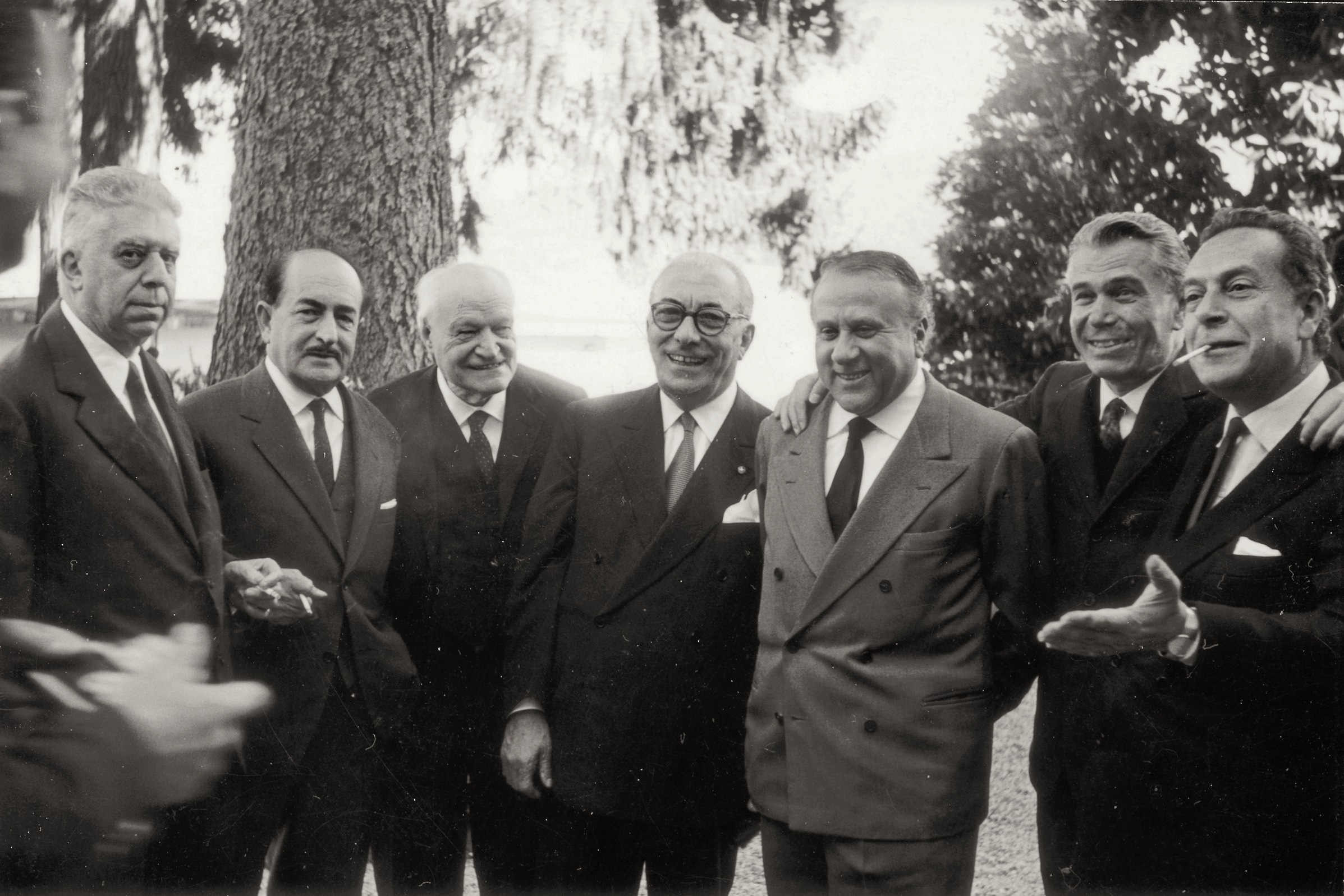
Arnoldo Mondadori in occasione del cinquantesimo anniversario di matrimonio (1963). Da sinistra, i poeti Eugenio Montale, Salvatore Quasimodo e Giuseppe Ungaretti; il festeggiato, poi lo scultore Francesco Messina, il giornalista e scrittore Arturo Tofanelli e il pittore Renato Guttuso.

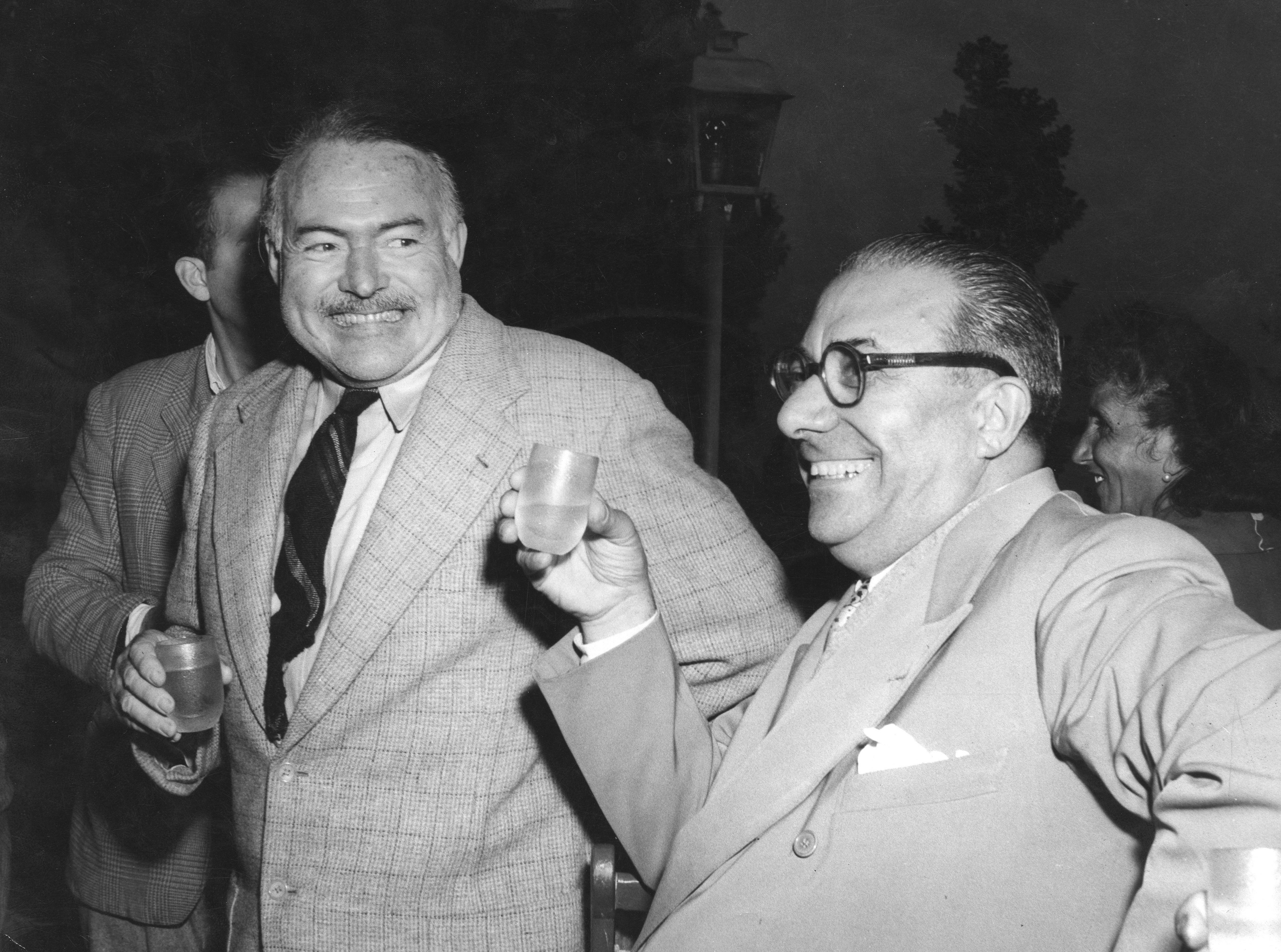
Arnoldo Mondadori con Ernest Hemingway: lo scrittore, con Addio alle armi fu il primo autore pubblicato nella collana Oscar Mondadori, nel 1965

Nella seconda metà degli anni cinquanta, arrivarono a Mondadori alcuni riconoscimenti significativi.
Nel maggio 1959 venne la laurea honoris causa della facoltà di Lettere dell'Università di Pavia. Questi pubblici apprezzamenti non mitigavano la preoccupazione di padre e di capo dell'azienda per le sorti del figlio Alberto il quale desideroso di una maggiore autonomia progettuale, ridimensionò il proprio ruolo nel consiglio di amministrazione per fondare nel 1958 una nuova casa editrice, Il Saggiatore, di cui egli stesso era presidente e Giacomo Debenedetti direttore editoriale.
Malgrado la ricchezza del catalogo, tutto dedicato alla saggistica, che spaziava dalla psicanalisi all'antropologia, Il Saggiatore non riuscì mai a raggiungere l'obiettivo di una vera autonomia finanziaria dalla Mondadori, costringendo Mondadori a periodici interventi per evitarne la fine.
Gli ultimi dieci anni di vita di Mondadori furono segnati da una sorta di ambivalenza tra nuovi progetti editoriali e preoccupazioni per il futuro dell'impresa. Per venire incontro alle esigenze del pubblico di massa Mondadori progettò una nuova collana economica tascabile diffusa attraverso il collaudato e più accessibile canale delle edicole: gli Oscar Mondadori.
La collana, fra le più conosciute e celebrate negli anni tanto da divenire tutt'uno con il marchio della casa editrice e mai dismessa, iniziò le pubblicazioni nel 1965 con Addio alle armi di Ernest Hemingway, ed ebbe subito uno straordinario successo di vendite.
Sul versante societario, mentre si riconosceva a Mondadori la carica di presidente onorario, veniva affidato al figlio Giorgio il ruolo di presidente e ad Alberto e Mario Formenton, marito della figlia Cristina, quello di vicepresidenti. Ma ad Alberto, che vedeva prolungarsi una situazione di oggettiva subalternità, quella soluzione apparve inaccettabile poiché non garantiva l'autonomia di scelte operative cui aveva sempre aspirato. Per tali motivi, dopo numerosi e inutili tentativi di mediazione dei familiari, si allontanò definitivamente dall'azienda Mondadori per assumere la responsabilità de Il Saggiatore, che diveniva finalmente una casa editrice del tutto autonoma.
Anche se la carica di presidente onorario lo dispensava dagli impegni quotidiani, Mondadori continuò a lavorare fino all'ultimo.
Morì a Milano ottantunenne, l'8 giugno 1971. Nonostante tutti i fratelli avessero scelto di farsi costruire tombe a Ostiglia, Mondadori, sentendosi milanese, aveva scelto di far costruire una tomba di famiglia al Cimitero Monumentale di Milano. Il suo nome verrà iscritto al Famedio del medesimo cimitero, così come successivamente il nome del figlio Giorgio e quello del nipote Leonardo.
Nel 1971, nell'ambito del Premio Viareggio, gli viene assegnato il Premio Speciale alla Memoria.

### Famiglia
Dal matrimonio di Arnoldo e Andreina sono nati quattro figli:
Alberto (1914-1976), Giorgio (1917-2009), Laura, detta Mimma (1924-1991) e Cristina, detta Pucci (1934-2015)

## Archivio
La documentazione prodotta da Arnoldo Mondadori nel corso della propria attività imprenditoriale è conservata nella sede di Segrate dalla casa editrice Arnoldo Mondadori editore, nel fondo omonimo (estremi cronologici: 1880 - 2011), e comprende, oltre a una cospicua mole di materiale fotografico, ordinato con un criterio a soggetto, diverse serie corrispondenti alle riviste mensili e settimanali prodotte dalla casa editrice (Cosmopolitan Arianna, Cosmopolitan, Donna Moderna, Donna Più, Flair, Grazia, Linea Italiana, Marie Claire, Men's Health, Tu).
Altro materiale è presente a Milano, presso la Fondazione Arnoldo e Alberto Mondadori.

## Filmografia
- Arnoldo Mondadori - I libri per cambiare il mondo, regia di Francesco Miccichè – docu-drama (2022)